# 「さよなら」「ありがとう」〜たった一つの場所〜
『「さよなら」「ありがとう」〜たった一つの場所〜』（さよなら ありがとう たったひとつのばしょ）は日本のシンガーソングライター・川嶋あいが2004年11月17日に発売した5枚目のシングル。

## 概要
前作『マーメイド』から約3ヶ月後にリリースされた作品。収録されている曲すべてにタイアップが付いている。

## 収録曲
- 全作詞・作曲：川嶋あい

1. 「さよなら」「ありがとう」〜たった一つの場所〜
編曲：ieP
日本テレビ系『サルヂエ』エンディング曲
2. 未来への道
編曲：ieP
「第31回 ベルリンマラソン」「第16回 出雲全日本大学選抜駅伝競走」イメージソング
1stミニアルバム『この場所から…』の収録曲を大幅にアレンジした曲。
3. 手のひらを太陽に
作詞：やなせたかし／作曲：いずみたく／編曲：ieP
フジテレビ系『めざましテレビ』（2004年11月度）テーマソング
4. 「さよなら」「ありがとう」〜たった一つの場所〜（instrumental）